# География Катара

Рельеф Катара

Катар расположен на восточном побережье Аравийского полуострова. Его территория состоит из ряда островов; в том числе Халул, Шраух, Аль-Асшат и другие. Граничит с Саудовской Аравией на юге, со всех остальных сторон омывается Персидским заливом.
Площадь Катара составляет 11,521 км².
Общая протяжённость границы с Саудовской Аравией — 60 км.
Почти вся территория страны представляет собой пустыню. На севере — низкая песчаная равнина с редкими оазисами, покрытая движущимися (эоловыми) песками; в срединной части полуострова — каменистая пустыня с участками солончаков; на юге — высокие песчаные холмы. В Катаре пустынный климат с жарким летом, теплой зимой и скудными осадками. Полуостров беден водой. Постоянных рек нет, большую часть воды приходится получать путём опреснения морской. Подземные источники пресной воды и оазисы находятся, в основном, на севере страны. Животный мир беден, преобладают пресмыкающиеся и грызуны.

## Топография
Земля в основном состоит из скалистых равнин, покрытых рядом невысоких выходов известняка, таких как Джебель-Духан и Джебель-Фувайрит.

## Климат
В Катаре пустынный климат с круглогодичным солнцем, жарким летом и мягкой зимой. Среднемесячные температуры колеблются от 17°C в январе до 36°C в июле, иногда достигая максимума 40°C+ летом. Дожди идут нечасто, в основном зимой.